# Méréaucourt
Méréaucourt is een gemeente in het Franse departement Somme (regio Hauts-de-France) en telt 9 inwoners (2009). De plaats maakt deel uit van het arrondissement Amiens.

## Geografie
De oppervlakte van Méréaucourt bedraagt 3,0 km², de bevolkingsdichtheid is dus 3 inwoners per km².
De onderstaande kaart toont de ligging van Méréaucourt met de belangrijkste infrastructuur en aangrenzende gemeenten.

## Demografie
Onderstaande figuur toont het verloop van het inwonertal (bron: INSEE-tellingen).

1. ↑  Populations de référence 2022.